# Bergerebia
De bergerebia (Erebia epiphron) is een vlinder uit de onderfamilie Satyrinae, de zandoogjes en erebia's.
De spanwijdte is 32 tot 42 millimeter. De bovenzijde van de vleugels is bruin tot grijsbruin met oranje banden met daarin zwarte oogvlekjes. Er is een enorme regionale variatie.
De bergerebia voor in diverse gebergten Europa. De habitat bestaat uit 's winters besneeuwde graslanden en ruigtes. In de Alpen vliegt de soort tussen 1200 en 2400 meter boven zeeniveau, in Groot-Brittannië al vanaf 500 meter boven zeeniveau.
Als waardplanten worden diverse grassen gebruikt, met name zwenkgras (Festuca), borstelgras (Nardus stricta) en tandjesgras (Danthonia decumbens) gebruikt. In het eerste jaar overwintert de soort als rups aan het eind van het eerste stadium, in het tweede jaar als rups in het voorlaatste stadium. De verpopping vindt pas plaats in de daaropvolgende zomer.
De vliegtijd is van juni tot en met augustus.